# کوبانستروی
کوبانستروی (به لاتین: Kubanstroy) یک منطقهٔ مسکونی در روسیه است که در آدیغیه واقع شده‌است.